# Horta de Gandia

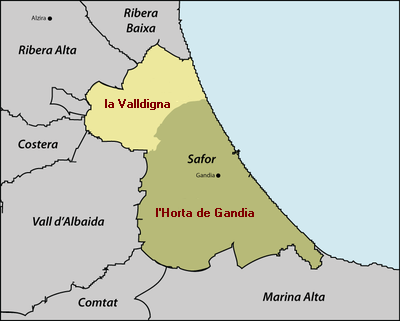
L'Horta de Gandia respecte de la Safor.

L'Horta de Gandia és una comarca natural i històrica del País Valencià que actualment forma, juntament amb la Valldigna, la comarca de la Safor. Està formada per una plana costanera de dipòsits quaternaris que va des del tram final del riu de Xeraco i el massís del Mondúber, fins a la serralada del Circ de la Safor, a la Serra de Mustalla i els cursos baixos dels rius Gallinera, Bullent i Dels Racons, a la Marjal de Pego-Oliva. Amb 127.555 habitants (INE 2005), el centre neuràlgic és la ciutat de Gandia, centre de tots els serveis administratius i econòmics de la comarca. La densitat de nuclis poblacionals de l'Horta de Gandia, és hereva de les alqueries musulmanes de l'edat mitjana i, excepte Gandia, només Oliva (que localment forma un mercat agrari propi) ha assolit històricament un creixement important de població (fou el centre del Comtat d'Oliva). Només cinc municipis de vint-i-cinc que formen la subcomarca, amb Gandia i Oliva, superen els 3.000 habitants (Xeraco, Bellreguard, Daimús, la Font d'en Carròs i Vilallonga).

## Fesomia
La costa, presenta formacions pantanoses en forma de marjal (marjal de Xeresa-Gandia) al nord i al sud (marjal de Pego-Oliva), mentre que al centre, el cordó litoral és més alt per les aportacions fluvials. L'Horta de Gandia està tancada per l'oest per un massís muntanyós cretaci que des de la serralada del Circ de la Safor que enllaça amb la serra d'Ador al sud, tanca l'Horta de Gandia per l'oest, la serra Falconera i el massís del Mondúber.
És una plana que des del mar, s'alça quasi imperceptiblement cap a les bases de les muntanyes a l'interior, i històricament regada per una xarxa de séquies i canalitzacions heretades dels musulmans amb l'aigua dels rius Serpis i Vernissa (afluent d'aquell per l'esquerra) a través de la Séquia reial d'Alcoi (amb les séquies comunes de Gandia i d'Oliva, de les quals deriven les de Rebollet, d'En Carròs, d'En Marc, Nova i de Vernissa, de les que es partixen, les de Martorell i de Pelleries).
La xarxa fluvial de l'Horta de Gandia està formada pel riu Vaca al nord, que naix i travessa la Valldigna, i desemboca a la Marina de Xeraco; al centre, el Serpis entra a l'Horta de Gandia, procedent de la Vall de Perputxent (Comtat) per l'estret de l'Orxa, tallant la continuïtat de les muntanyes i, separant la serra d'Ador -que no és més que la continuïtat de la serra del Benicadell- de la del Circ de la Safor, i en direcció cap al nord-oest travessa l'Horta de Gandia, després d'haver sigut retingudes les seues aigües a l'assut d'en Carròs, desemboca entre els barris maritims gandians de Venècia i els Marenys de Rafalcaïd, al Grau de Gandia; el riu Vernissa, és l'afluent per l'esquerra del Serpis, drena els termes municipals de la seua vall, situada a l'oest de la comarca (Ròtova, Castellonet, Alfauir, Almiserà…) després de travesear la línia divisòria amb la Vall d'Albaida i d'arreplegar per l'esquerra el riu de Pinet; l'extrem sud, el drena el riu Gallinera, procedent de les muntanyes de les Valls de Pego (Marina Alta).
L'àmbit territorial de l'Horta de Gandia s'estén pels termes d'Ador, Alfauir, Almiserà, Almoines, l'Alqueria de la Comtessa, Guardamar de la Safor, Bellreguard, Beniarjó, Beniflà, Benirredrà, Castellonet de la Conquesta, Daimús,  la Font, Gandia, Llocnou de Sant Jeroni, Miramar, Oliva, Palma de Gandia, Palmera, Piles, Potries, Rafelcofer,  el Real, Ròtova, i Vilallonga, tots ells integrats en la comarca de la Safor.
La comarca històrica de l'Horta de Gandia, és una de les que apareix al mapa de comarques d'Emili Beüt "Comarques naturals del Regne de València" publicat l'any 1934.